# Grevenberg (Duitsland)
Grevenberg is een plaats in de Duitse gemeente Würselen, deelstaat Noordrijn-Westfalen.
Bardenberg · Broich · Broichweiden · Euchen · Grevenberg · Linden-Neusen · Morsbach · Oppen-Haal · Pley · Scherberg · Vorweiden · Würselen